# M. J. Walker
James Michael "M. J." Walker Jr. (Atlanta, Georgia, 28 de marzo de 1998) es un baloncestista estadounidense que pertenece a la plantilla del Greensboro Swarm de la G League. Con 1,96 metros de estatura, juega en la posición de escolta.

## Trayectoria deportiva

### Universidad
Jugó cuatro temporadas con los Seminoles de la Universidad Estatal de Florida, en las que promedió 9,0 puntos, 2,0 rebotes y 1,6 asistencias por partido. En su último año promedió 12,2 puntos, 2,5 rebotes y 2,5 asistencias por partido, con lo que se ganó un puesto en el segundo mejor quinteto de la Atlantic Coast Conference. Al término del mismo se declaró elegible para el draft de la NBA, renunciando a la temporada adicional de elegibilidad otorgada por la NCAA debido a la pandemia de COVID-19.

#### Estadísticas
| Año     | Equipo        | PJ  | PT | MPP  | %TC  | %3P  | %TL  | RPP | APP | ROB | TPP | PPP  |
| ------- | ------------- | --- | -- | ---- | ---- | ---- | ---- | --- | --- | --- | --- | ---- |
| 2017–18 | Florida State | 35  | 1  | 18.8 | .379 | .345 | .754 | 1.7 | 1.1 | .6  | .1  | 7.0  |
| 2018–19 | Florida State | 35  | 34 | 25.9 | .340 | .328 | .778 | 2.2 | 1.6 | .8  | .2  | 7.5  |
| 2019–20 | Florida State | 26  | 24 | 25.2 | .371 | .361 | .803 | 1.7 | 1.5 | .8  | .2  | 10.6 |
| 2020–21 | Florida State | 24  | 23 | 29.0 | .436 | .423 | .797 | 2.5 | 2.5 | .9  | .4  | 12.2 |
| Total   | Total         | 120 | 82 | 24.3 | .380 | .361 | .785 | 2.0 | 1.6 | .8  | .2  | 9.0  |

### Profesional
Tras no ser elegido en el Draft de la NBA de 2021, Walker firmó con los New York Knicks el 20 de agosto, pero fue despedido el 16 de octubre. Días después se unió a los Westchester Knicks de la G League como jugador afiliado. Promedió 10,2 puntos, 3,5 rebotes y 2,7 asistencias por partido.
El 30 de diciembre firmó un contrato de diez días con los Phoenix Suns, tras el cual regresó a la disciplina de los Knicks.
Tras un breve paso por el baloncesto canadiense, el 3 de agosto de 2023 firmó con el Saint-Quentin Basket-Ball de la LNB Pro A. El 13 de enero rescindió contrato con el club francés.
El 19 de enero de 2024 fichó por loso Greensboro Swarm de la G League.

## Estadísticas de su carrera en la NBA

### Temporada regular
| Año     | Equipo  | PJ | PT | MPP | %TC  | %3P  | %TL | RPP | APP | ROB | TPP | PPP |
| ------- | ------- | -- | -- | --- | ---- | ---- | --- | --- | --- | --- | --- | --- |
| 2021-22 | Phoenix | 2  | 0  | 4.2 | .000 | .000 | –   | .5  | .5  | 1.0 | .0  | .0  |
| Total   | Total   | 2  | 0  | 4.2 | .000 | .000 | –   | .5  | .5  | 1.0 | .0  | .0  |